# 勝村久司
勝村 久司（かつむら ひさし、1961年〈昭和36年〉 - ）は、 全国薬害被害者団体連絡協議会副代表世話人。1990年（平成2年）12月に陣痛促進剤被害で長女を出生9日後に失ったのをきっかけに、医療裁判や市民運動に取り組んだ。

## 略歴・人物
大阪府立牧野高等学校を経て、京都教育大学を卒業。1990年12月に陣痛促進剤被害で出生9日後の長女を失ったのをきっかけに、医療裁判や市民運動に取り組む。
2005年4月26日付で厚生労働省中央社会保険医療協議会・委員（健康保険、船員保険及び国民健康保険の保険者並びに被保険者、事業主及び船舶所有者を代表する委員・日本労働組合総連合会「患者本位の医療を確立する連絡会」委員）に就任。群馬大学医学部附属病院の医療事故調査委員にも就任した。現在、産科医療補償制度の運営委員及び再発防止委員。
1987年から大阪府立高校教員。2004年から15年間、母校の牧野高校の教員となり、全ての地学の授業や情報の授業、学級担任を受け持ち、バドミントン部顧問も務めていた。

### 役職等
- 医療情報の公開・開示を求める市民の会世話人（元事務局長）
- 全国薬害被害者団体連絡協議会副代表
- 陣痛促進剤による被害を考える会世話人（元事務局長）

## 主張
COVID-19ワクチンの子どもへの接種推進について疑問を呈している。。

## 主な著書
- 『ぼくの「星の王子さま」へ～医療裁判10年の記録～』（幻冬舎）
- 『レセプト開示で不正医療を見破ろう！』（小学館）
- 『患者と医療者のためのカルテ開示Q＆A』（岩波書店）

### 共著
- 『事例から学ぶ「医療事故調査制度」活用BOOK』（篠原出版新社）
- 『患者安全への提言～群大医療事故調査から学ぶ～』（日本評論社）
- 『どうなる！どうする？医療事故調査制度』（さいろ社）

### 主な連載
- 『市民感覚の医療社会学』（日経メディカルオンライン｣）
- 『患者もつくる医療の未来』（Wedgeオンライン）
- 『地学をめぐる教育社会学』（Wedgeオンライン）

## 特集番組
- NHK 逆転人生「娘が残した宿題・社会を変えた医療裁判」2021年11月1日
- NHK 福祉ネットワーク「医療事故遺族の20年」2010年10月6日